# Штрон
Штрон (нем. Strohn) — община в Германии, в земле Рейнланд-Пфальц. 
Входит в состав района Вульканайфель. Подчиняется управлению Даун.  Население составляет 502 человека (на 31 декабря 2010 года). Занимает площадь 8,60 км².